# Giōrgos Manthatīs
Giōrgos Manthatīs (in greco Γιώργος Μανθάτης?; Sofia, 11 maggio 1997) è un calciatore greco, centrocampista dell'Athens Kallithea.

## Palmarès

### Club

#### Competizioni nazionali
- Campionato greco: 1

Olympiakos: 2016-2017
- Souper Ligka Ellada 2: 1

Athens Kallithea: 2023-2024 (gruppo B)